# Jan Recker
Jan Recker (* 8. September 1979 in Essen) ist ein deutscher Forscher im Bereich Wirtschaftsinformatik. Seit 2021 ist er Nucleus Professor (W3) für Information Systems and Digital Innovation an der Universität Hamburg, gefördert durch die  Exzellenzstrategie des Bundes und der Länder.

## Ausbildung und Karriere
Jan Recker erwarb einen Bachelor- und Masterabschluss in Wirtschaftsinformatik an der Universität Münster (beides im Jahr 2004) und einen Doktorgrad (PhD) in Wirtschaftsinformatik (Information Systems) an der Queensland University of Technology im Jahr 2008. Er gewann mehrere Preise für seine Abschlüsse, unter anderem den Mercer-AlumniUM-Master-Award für seinen Masterabschluss, den BearingPoint Award für seine Masterarbeit, und den ACPHIS Information Systems Doctoral Thesis Award für seine Doktorarbeit. Nach seiner Promotion arbeitete er als Senior Lecturer (2008–2010), Associate Professor (2010–2012) und Full Professor (2012–2017) an der Queensland University of Technology. Zwischen 2012 und 2016 wurde seine Forschung von Woolworths Ltd. gefördert durch den Woolworths Chair of Retail Innovation. Von 2018 bis 2021 lehrte Jan Recker als Professor für Informationssystems und Systementwicklung (W3) an der Universität zu Köln.
Jan Recker gilt als einer der führenden Forscher in der Wirtschaftsinformatik in Europa und weltweit. In Deutschland wird er sowohl als einer der produktivsten als auch als einer der meistzitierten und meist publizierten Forscher in den Wirtschaftswissenschaften und der Informatik generell genannt.

## Wichtige Beiträge
Bekannt ist Jan Recker unter anderem durch sein Lehrbuch Scientific for Research in Information Systems: A Beginner's Guide bekannt, welches in vielen Forschungseinrichtungen für Wirtschaftsinformatik für die Ausbildung verwendet wird.
In seiner Forschung befasst sich Jan Recker mit den Chancen und Risiken der Digitalisierung für Firmen. Seine Forschungsschwerpunkte beinhalten digitales Unternehmertum und die Gründung neuer digitaler Unternehmen, die Erfindung und Nutzung digitaler Innovationen, die digitale Transformation bestehender Organisationen, die Digitalisierung von Produkten, Dienstleistungen und Prozessen, sowie die Bereitstellung digitaler Lösungen für nachhaltige Entwicklungsziele.
Zwischen 2005 und 2010 befasste sich Jan Recker vornehmlich mit der Adoption des neuen Prozessmodelierungsstandards BPMN. Er publizierte die ersten Nutzungsstudien. Die Ergebnisse trugen danach zur Weiterentwicklung des Standards bei. Ab 2010 widmete er sich vermehrt mit der Frage, wie Firmen digitale Lösungen entwickeln und verwenden, um Nachhaltigkeitsstrategien erfolgreich umzusetzen. Mit Stefan Seidel und Jan vom Brocke publizierte er eine der ersten Feldforschungen zu dem Thema.
Seit 2012 befasst sich Jan Recker mit Fragen im Zusammenhang zwischen Digitalisierung zu Innovation und Gründertum. Zu seinen wichtigsten Beiträgen gehören Arbeiten zur Frage, inwieweit technologische Entwicklungen das Gründertum beeinflussen, und wie Firmen Künstliche Intelligenz managen können.

## Belege
1. ↑  Woolworths Chair of Retail Innovation
2. ↑  https://research.com/u/jan-recker
3. ↑  Best Business and Management Scientists in Germany. In: research.com. Abgerufen am 16. April 2023 (englisch).
4. ↑  Jan Guldner: Jan Recker: Wie tickt der Jungstar der BWL? In: Wirtschaftswoche. Abgerufen am 16. April 2023.
5. ↑  Jan Recker: Opportunities and constraints: the current struggle with BPMN. In: Business Process Management Journal. Band 16, Nr. 1, 1. Januar 2010, ISSN 1463-7154, S. 181–201, doi:10.1108/14637151011018001.
6. ↑  Michael zur Muehlen, Jan Recker: How Much Language Is Enough? Theoretical and Practical Use of the Business Process Modeling Notation. In: Seminal Contributions to Information Systems Engineering: 25 Years of CAiSE. Springer, Berlin, Heidelberg 2013, ISBN 978-3-642-36926-1, S. 429–443, doi:10.1007/978-3-642-36926-1_35.
7. ↑  Jan Recker, Marta Indulska, Peter Green: Extending Representational Analysis: BPMN User and Developer Perspectives. In: Business Process Management. Springer, Berlin, Heidelberg 2007, ISBN 978-3-540-75183-0, S. 384–399, doi:10.1007/978-3-540-75183-0_28.
8. ↑  Author sandy: The Great BPMN Debate. In: Column 2. 13. März 2008, abgerufen am 28. April 2024 (amerikanisches Englisch).
9. ↑  Stefan Seidel, Jan Recker, Jan vom Brocke: Sensemaking and Sustainable Practicing: Functional Affordances of Information Systems in Green Transformations. In: MIS Quarterly. Band 37, Nr. 4, 2013, ISSN 0276-7783, S. 1275–1299, JSTOR:43825792.
10. ↑  Frederik von Briel, Per Davidsson, Jan Recker: Digital Technologies as External Enablers of New Venture Creation in the IT Hardware Sector. In: Entrepreneurship Theory and Practice. Band 42, Nr. 1, Januar 2018, ISSN 1042-2587, S. 47–69, doi:10.1177/1042258717732779.
11. ↑  Nicholas Berente, Bin Gu, Jan Recker, Radhika Santani: Managing Artificial Intelligence. (PDF) In: MIS Quarterly. Abgerufen am 28. April 2024.

| Personendaten    | Personendaten                     |
| ---------------- | --------------------------------- |
| NAME             | Recker, Jan                       |
| ALTERNATIVNAMEN  | Recker, Jan Christof              |
| KURZBESCHREIBUNG | deutscher Wirtschaftsinformatiker |
| GEBURTSDATUM     | 8. September 1979                 |
| GEBURTSORT       | Essen                             |